# Horizon (jeu vidéo, 2014)
Pour les articles homonymes, voir Horizon.
Horizon est un jeu vidéo de type 4X développé par L3O Interactive et édité par Iceberg Interactive, sorti en 2014 sur Windows.

## Accueil
- Canard PC : 5/10[1]
- GameSpot : 6/10[2]
- Jeuxvideo.com : 11/20[3]